# Шоре ле Бон
Шоре ле Бон (фр. Chorey-les-Beaune) насеље је и општина у источном делу централне Француске у региону Бургоња, у департману Златна обала која припада префектури Бон.
По подацима из 2002. године у општини је живело 520 становника, а густина насељености је износила 92 становника/km². Општина се простире на површини од 5,59 km². Налази се на средњој надморској висини од 217 метара (максималној 245 m, а минималној 199 m).

## Демографија
| 1962. | 1968. | 1975. | 1982. | 1990. | 1999. | 2011. |
| ----- | ----- | ----- | ----- | ----- | ----- | ----- |
| 372   | 422   | 484   | 503   | 508   | 516   | 608   |

График промене броја становника у току последњих година